# 中丸三千繪
中丸 三千繪（なかまる みちえ、1960年7月24日 - ）は、日本のオペラ歌手（ソプラノ）。欧文表記では「Michiè Nakamaru」。1990年に「マリア・カラス・コンクール」にて、イタリア人以外で初めて優勝。現在まで唯一の日本人優勝者である。茨城県下館市（現・筑西市）出身。姉はノンフィクション作家の中丸美繪。元夫は加藤和彦。

## 人物
茨城県下館市（現・筑西市）生まれ。下館市立下館小学校、下館市立下館中学校、宇都宮短期大学附属高等学校（音楽科）を経て、桐朋学園大学音楽学部（声楽科）を卒業後、同大学研究科修了。在学中よりニューヨーク、ザルツブルクに留学。東芝EMIより20タイトルのCDをリリース。ミラノ・スカラ座にデビュー。以来、世界各国の歌劇場で、プラシド・ドミンゴ、ホセ・クーラ、リッカルド・ムーティ、ロリン・マゼール、ケント・ナガノをはじめとする当代一流の音楽家と共演。クーラ、ダニエル・デッシーらとローマ国立歌劇場のオペラ全曲版、ベルリン・フィルとの共演などがある。ホセ・クーラ、ダニエル・デッシーらとローマ国立歌劇場のマスカーニ「イリス」、ベルリンフィル12人のチェリストとの録音にも参加。日本国内においてもリサイタル・ツアーの他、フィルハーモニア管弦楽団、ハンガリー放送交響楽団、スロヴァキア国立放送交響楽団などのソリストとして出演。また、メジャーリーグ開幕戦開会式、ワシントンでのサンフランシスコ講和条約締結50周年記念式典、日本ダービー、サッカー国際試合などの国際的イベントにおいて日米両国国歌を斉唱。
日伊文化交流組織委員、桐朋学園大学特任教授。

## 略歴
- 1986年：小澤征爾指揮、「エレクトラ」で日本デビュー。
- 1987年：イタリアに渡る。
- 1988年：第3回「ルチアーノ・パヴァロッティ・コンクール」で優勝し、ヨーロッパデビューを果たす。第4回「マリア・カニリア・コンクール」優勝、第27回「フランチェスコ・パオロ・ネリア・コンクール」優勝。これを機にミラノ・スカラ座と出演契約を結ぶ。
- 1989年：『愛の妙薬』でルチアーノ・パヴァロッティと共演し、アメリカ・デビュー。
- 1990年：イタリア国営放送RAI主催「マリア・カラス・コンクール」に優勝し、欧米各国より出演依頼が殺到。
- 1994年：ベルサイユ宮殿での英仏チャリティ神前コンサートに、故ダイアナ妃臨席の下、フランス代表として出演。
- 1995年：MODA（イタリア貿易振興会）Made in Italy賞を受賞。
- 1997年：歌舞伎座にて史上初めてとなるソロ・リサイタルを行い、大きな話題となる。
- 1998年より：日本各地で小児がんの子供を支援するチャリティー・コンサートを行っており、天皇・皇后臨席のチャリティコンサートにも出演するなど、社会活動においても高い評価を受けている。
- 2001年：ポーランド国立歌劇場日本公演「椿姫」ヴィオレッタ役で出演。
- 2006年：イタリア文化への貢献でイタリア連帯の星勲章コンメンダトーレ章（Commendatore dell’Ordine della Stella della Solidarietà Italiana）をイタリア大統領より授与。ニューヨークでリサイタル/ライブCDを制作。
- 2007年：パリ、モナコ（モンテカルロ劇場）でリサイタル。
- 2008年：アーノルド・ウェスカー原作、三枝成彰作曲モノオペラ「悲嘆」を初演。
- 2009年：パリ、ボルドー等のオペラハウスに出演。同年12月に演劇界の巨匠、鈴木忠志演出によるオペラ「椿姫」（飯森範親指揮）ヴィオレッタ役で出演。
- 2010年：トルコにおける日本イヤーでは日本代表アーチストに選ばれ、大統領臨席の下にコンサートを行う。秋には、ミラノの大聖堂、ローマのバチカンでもコンサートを開催。
- 2011年：9月に三枝成彰作曲「悲嘆」、プーランク作曲、ジャン・コクトー原作「人間の声」と一晩で2つのモノオペラ（奥田瑛二演出）を一人で演じ、歌い切り、3夜にわたりTV放送される。
- 2015年：プラハ国立歌劇場日本公演「椿姫」にヴィオレッタ役で出演。
- 2018年：エジプト、カイロオペラハウスで歌劇「アイーダ」に出演。

## 受賞歴
- 1988年、第3回「ルチアーノ・パヴァロッティ・コンクール」優勝、第4回「マリア・カニリア・国際声楽コンクール」優勝、第27回「フランチェスコ・パオロ・ネリア・コンクール」優勝
- 1990年、「マリア・カラス・コンクール」優勝
- 1997年、MODA（イタリア貿易振興会）Made in Italy賞を受賞
- 2006年、イタリア文化への貢献によりイタリア連帯の星勲章コンメンダトーレ章（Commendatore dell’Ordine della Stella della Solidarietà Italiana）をイタリア大統領より授与

## 出演
- 第44回NHK紅白歌合戦（1993年12月31日、NHK総合・ラジオ第1）
- 日本経済新聞（2007年8月20日 夕刊）
- 中居正広のミになる図書館（2014年7月22日、テレビ朝日）

## CD・DVD等
東芝EMIより、30タイトルのCDアルバムをリリース
- VOCALIST
- 私は負けない～The strings version～
- ディーヴァ ザ・ベスト[HQCD]
- 20周年記念ベスト
- アダージェット
- 愛の妙薬　オペラ・アリア集　（リミックス、リマスター・ヴァージョン）
- アヴェ・マリア イタリア近代歌曲選集
- ブラジル風バッハ
- バラ色の人生
- ありがとう,愛する友よ/中丸三千繪・ポートレイト
- 歌に生き愛に生き[イタリア・オペラ・アリア集]
- アヴェ・マリア(世界の歌)
- 私に静けさをイタリア近代歌曲集
- あの人なしに中丸三千繪/イタリア近代歌曲集
- 中丸三千繪スペシャル・ライヴ・コンサート
- 月によせる歌中丸三千繪/オペラ・アリア集
- "その日から"オペラ・アリア集

### 著書
- 「マリア・カラス・コンクール スカラ座への道」 講談社
- エッセイ集「声のある時間」 アシェット婦人画報社